# Тарчин (Нижньосілезьке воєводство)
Тарчин (пол. Tarczyn) — село в Польщі, у гміні Влень Львувецького повіту Нижньосілезького воєводства.
Населення — 19 осіб (2011).

## Демографія
Демографічна структура станом на 31 березня 2011 року:
|          | Загалом | Допрацездатний вік | Працездатний вік | Постпрацездатний вік |
| -------- | ------- | ------------------ | ---------------- | -------------------- |
| Чоловіки | 10      | 3                  | 6                | 1                    |
| Жінки    | 9       | 2                  | 3                | 4                    |
| Разом    | 19      | 5                  | 9                | 5                    |